# Língua de sogra

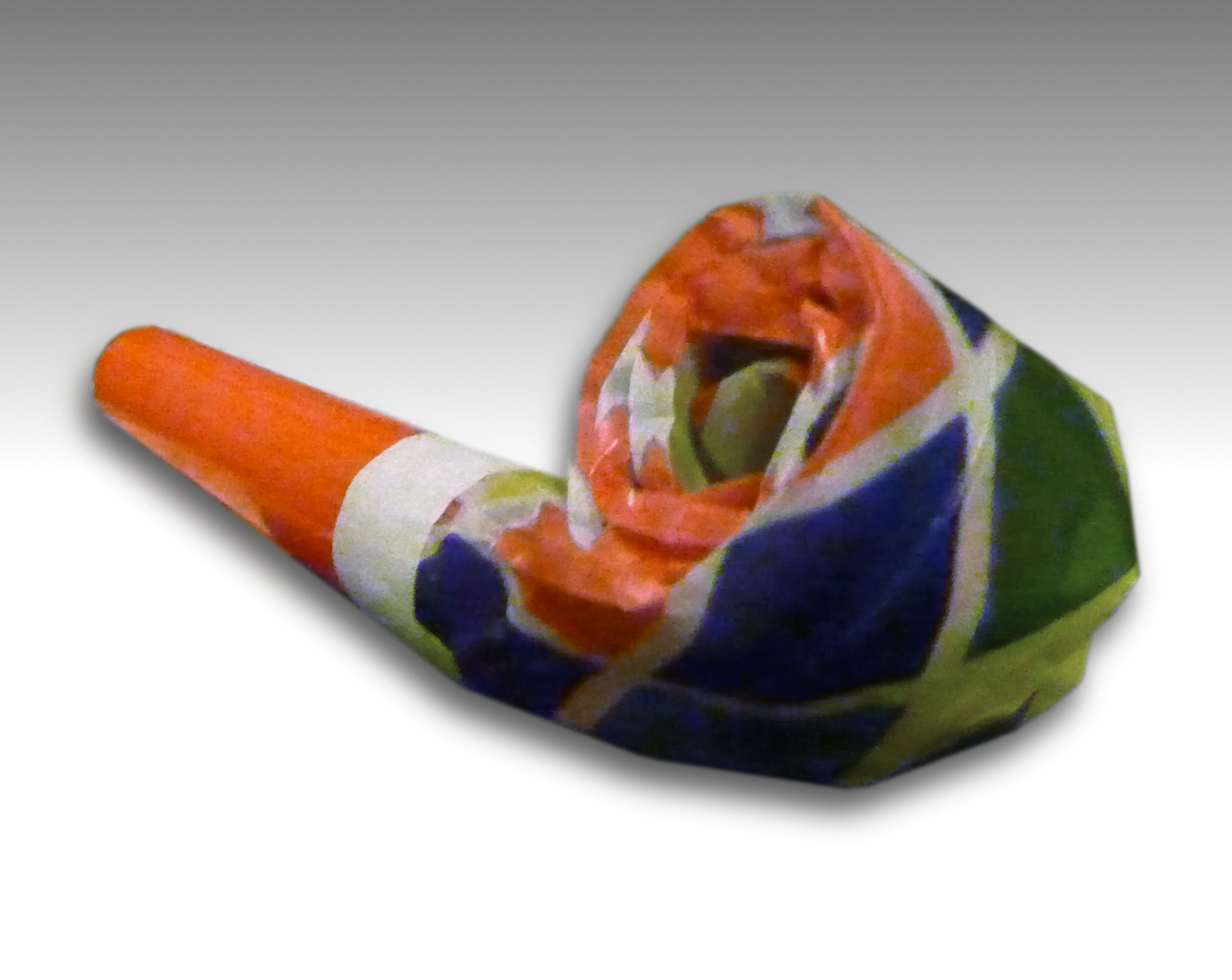
Uma língua-de-sogra

Uma língua-de-sogra consiste em um brinquedo de papel em forma de tubo enrolado, comumente utilizado em festas, no qual uma das extremidades é fechada e, na outra, há um apito que, ao ser soprado, injeta ar (Gás Carbônico dos Pulmões) no tubo, desenrolando-o e esticando-o instantaneamente.
É um dos artigos de festa (principalmente aniversários infantis) mais utilizados em todo o mundo e muito conhecido no Brasil e Estados Unidos. Com sua divertida técnica de se esticar com o sopro usando a boca, a língua-de-sogra é muito presente em sacos de presente dadas às crianças em aniversários de diversas idades e comemorações.

## Etimologia
A origem do nome do brinquedo (no Brasil) seria o simples fato de as sogras terem a má fama de "linguarudas" ou "Língua Grande" da família, isto é, falar e reclamar de forma exagerada para parentes ou vizinhos muitas das vezes de coisas ruins sobre algo ou alguém (geralmente namorado(a)). Além disso, o brinquedo também produz um som estridente, comparado às sogras.